# Chaspinhac
Chaspinhac és un municipi francès situat al departament de l'Alt Loira i a la regió d'Alvèrnia-Roine-Alps. L'any 2007 tenia 690 habitants.

## Demografia

### Població
El 2007 la població de fet de Chaspinhac era de 690 persones. Hi havia 253 famílies de les quals 42 eren unipersonals (19 homes vivint sols i 23 dones vivint soles), 82 parelles sense fills, 121 parelles amb fills i 8 famílies monoparentals amb fills.
La població ha evolucionat segons el següent gràfic:
Habitants censats

### Habitatges
El 2007 hi havia 311 habitatges, 260 eren l'habitatge principal de la família, 35 eren segones residències i 16 estaven desocupats. 308 eren cases i 1 era un apartament. Dels 260 habitatges principals, 230 estaven ocupats pels seus propietaris, 22 estaven llogats i ocupats pels llogaters i 8 estaven cedits a títol gratuït; 9 tenien dues cambres, 27 en tenien tres, 73 en tenien quatre i 151 en tenien cinc o més. 223 habitatges disposaven pel capbaix d'una plaça de pàrquing. A 92 habitatges hi havia un automòbil i a 157 n'hi havia dos o més.

### Piràmide de població
La piràmide de població per edats i sexe el 2009 era:
| Homes | Edats   | Dones |
| ----- | ------- | ----- |
| 0     | 95 o +  | 0     |
| 0     | 90 a 94 | 0     |
| 4     | 85 a 89 | 0     |
| 0     | 80 a 84 | 4     |
| 4     | 75 a 79 | 4     |
| 12    | 70 a 74 | 8     |
| 12    | 65 a 69 | 12    |
| 12    | 60 a 64 | 20    |
| 20    | 55 a 59 | 16    |
| 28    | 50 a 54 | 24    |
| 20    | 45 a 49 | 20    |
| 28    | 40 a 44 | 20    |
| 20    | 35 a 39 | 24    |
| 12    | 30 a 34 | 20    |
| 20    | 25 a 29 | 20    |
| 0     | 20 a 24 | 12    |
| 20    | 15 a 19 | 20    |
| 32    | 10 a 14 | 12    |
| 24    | 5 a 9   | 16    |
| 24    | 0 a 4   | 4     |

## Economia
El 2007 la població en edat de treballar era de 432 persones, 345 eren actives i 87 eren inactives. De les 345 persones actives 327 estaven ocupades (179 homes i 148 dones) i 18 estaven aturades (3 homes i 15 dones). De les 87 persones inactives 38 estaven jubilades, 30 estaven estudiant i 19 estaven classificades com a «altres inactius».

### Ingressos
El 2009 a Chaspinhac hi havia 275 unitats fiscals que integraven 739 persones, la mediana anual d'ingressos fiscals per persona era de 19.850 €.

### Activitats econòmiques
Dels 17 establiments que hi havia el 2007, 2 eren d'empreses de fabricació d'altres productes industrials, 6 d'empreses de construcció, 2 d'empreses de comerç i reparació d'automòbils, 1 d'una empresa de transport, 2 d'empreses d'hostatgeria i restauració, 1 d'una empresa financera, 1 d'una empresa immobiliària, 1 d'una empresa de serveis i 1 d'una empresa classificada com a «altres activitats de serveis».
Dels 6 establiments de servei als particulars que hi havia el 2009, 1 era un paleta, 1 lampisteria, 2 electricistes, 1 empresa de construcció i 1 restaurant.
L'any 2000 a Chaspinhac hi havia 15 explotacions agrícoles que ocupaven un total de 488 hectàrees.

## Equipaments sanitaris i escolars
El 2009 hi havia una escola elemental.

## Poblacions més properes
El següent diagrama mostra les poblacions més properes.